# تسخیر در تهران
تسخیر: اولین روایت مکتوب از درون سفارت تسخیرشده آمریکا در تهران (به انگلیسی: Takeover in Tehran: The Inside Story of the 1979 U.S. Embassy Capture) کتابی در رابطه با اشغال سفارت آمریکا در ایران نوشتهٔ معصومه ابتکار، سخنگوی دانشجویان گروگان‌گیر است که در سال ۲۰۰۰ میلادی توسط انتشارات تالونبوکز به زبان انگلیسی در کانادا چاپ شد. این کتاب با مشارکت فرد رید، روزنامه‌نگار کانادایی نوشته شده‌است.
ترجمه فارسی فریبا ابتهاج شیرازی از این کتاب در سال ۱۳۷۹ توسط انتشارات اطلاعات در تهران منتشر شد.
این کتاب ابتدا در سال ۱۳۷۱ نگاشته شد، اما به دلیل امتناع ده‌ها ناشر آمریکایی از چاپ آن، در نهایت در سال ۱۳۷۹ توسط انتشارات مستقل تالونبوکز در کانادا منتشر شد.
این کتاب، اولین و تنها روایت مکتوبی است که از درون حادثه و توسط یکی از دانشجویان پیرو خط امام نگاشته شده‌است.
در سال ۱۳۸۶، مستندی با نام «تسخیر در تهران» به کارگردانی لیلا نادری از روی این کتاب ساخته شد.